# Internationales Filmfestival Mannheim-Heidelberg

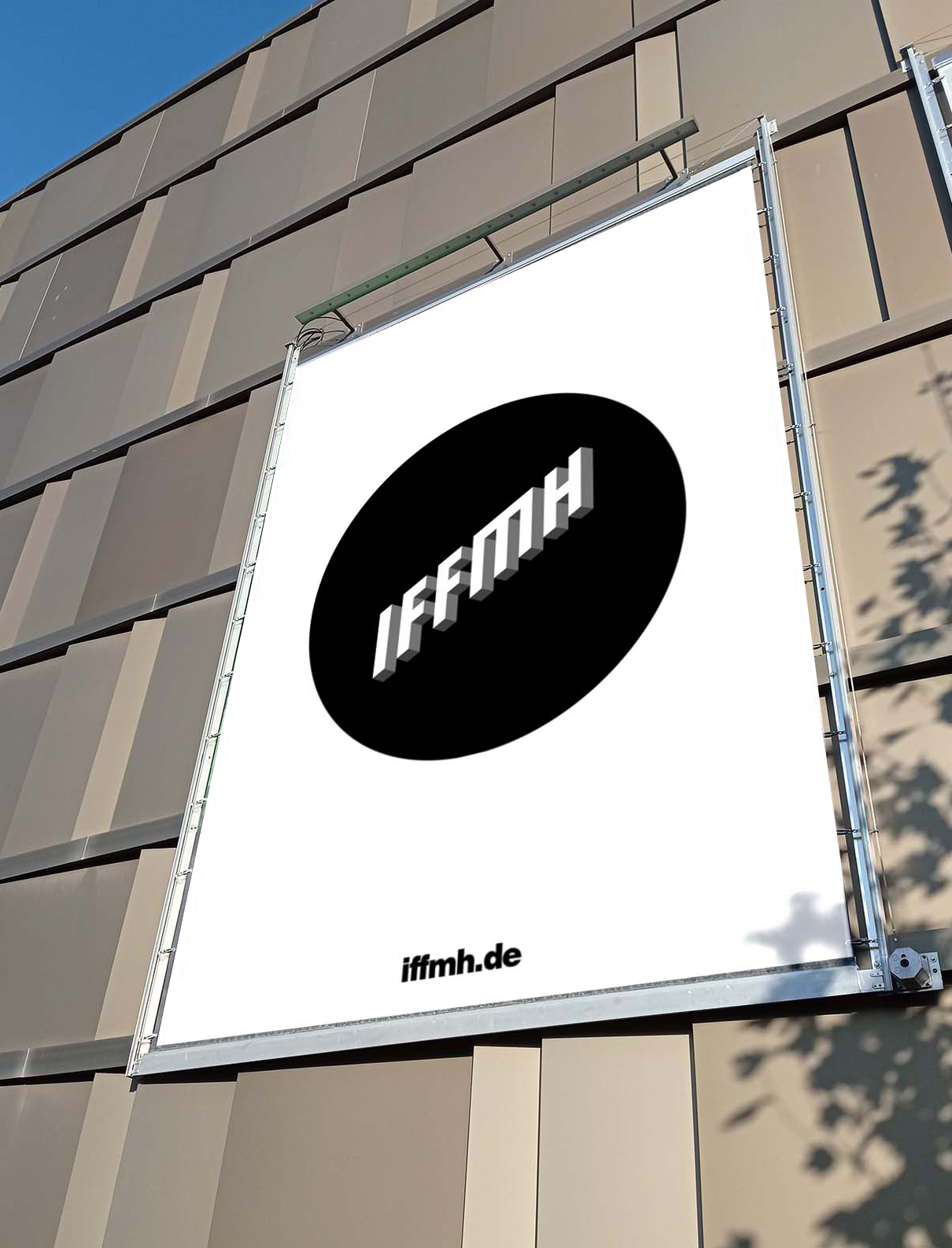
Die Bildmarke des Internationalen Filmfestival Mannheim-Heidelberg (IFFMH)

Das Internationale Filmfestival Mannheim-Heidelberg (kurz IFFMH) findet jährlich im November in den beiden Städten Mannheim und Heidelberg statt.
Das 1952 in Mannheim als Kultur- und Dokumentarfilmwoche gegründete Filmfestival ist ein Treffen des internationalen Autorenkinos. Seit 1994 ist die Nachbarstadt Heidelberg zweiter Standort. Der Fokus des Festivals liegt auf der Entdeckung und Förderung junger Talente – gezeigt werden hauptsächlich Erst- oder Zweitwerke junger Regisseure. Mit dem „International Newcomer Award“, gestiftet zum zweiten Mal seit 2020 durch die Manfred Lautenschläger-Stiftung, werden talentierte junge Nachwuchsregisseure ausgezeichnet.
Das 73. Internationale Filmfestival Mannheim-Heidelberg fand vom 7. bis zum 17. November 2024 statt und zählt zu Deutschlands wichtigsten Filmfestivals.

## Geschichte
Im Mai 1952 fand die Eröffnung der ersten „Mannheimer Kultur- und Dokumentarfilmwoche“ statt. Kurt Joachim Fischer war Gründungsdirektor und der Mannheimer Oberbürgermeister Hermann Heimerich hielt die Eröffnungsansprache.
1960 wurde erstmals auf der Kultur- und Dokumentarfilmwoche in Mannheim der FIPRESCI-Preis vergeben.
Ein Jahr später, 1961, wurde die „Mannheimer Kultur- und Dokumentarfilmwoche“ in „Internationale Filmwoche Mannheim“ umbenannt.
1984/1985 geriet die Internationale Filmwoche Mannheim in eine existenzbedrohende Krise, als drastische Einsparungen gefordert wurden. „Nicht zuletzt dank der Protestartikel in den Zeitungen sowie den Wertschätzungen in den anderen Medien werden die Einsparungen letztendlich rückgängig gemacht.“
1991 wurde die „Internationale Filmwoche Mannheim“ in „Internationales Film Festival Mannheim“ umbenannt.
Seit 1992 war Michael Kötz Festivalleiter. Nach erneuten finanziellen Schwierigkeiten konnte die Stadt Heidelberg als Partner gewonnen werden. 1994 wurde dann das „Internationale Film Festival Mannheim“ in „Internationale Filmfestival Mannheim-Heidelberg“ umbenannt und findet seitdem in beiden Städten statt.
Neben dem Wettbewerb etablierte sich ab 1996 die neue Sektion „Internationale Entdeckungen“. Der „Projekt-Markt“, der jetzt ebenfalls Filme aus Europa berücksichtigte, wurde integraler Bestandteil des Festivals. Die anvisierten Treffen von Filmemachern und (Co-Produzenten) liefen seit 1997 unter dem Namen „Mannheim Meetings“.
Eine Sonderreihe mit neuen deutschen Lang- und Kurzfilmen machte 2003 auf eine neue Generation von Filmemachern aus Deutschland aufmerksam, darunter Christoph Hochhäusler mit seinem Erstlingsspielfilm Milchwald.
2005 wurde das Festival des deutschen Films von Michael Kötz, Festivalleiter von 1992 bis 2019 des Internationalen Filmfestival Mannheim-Heidelberg, gegründet.
2008 wurde der „Filmkulturpreis Mannheim-Heidelberg“ zum ersten Mal verliehen. Der nicht dotierte Preis zeichnet Unternehmen, Institutionen und Fernsehfilmredaktionen aus, die wesentlich zur Filmkultur in Deutschland beitragen. 2010 ging der Filmkulturpreis Mannheim-Heidelberg an die Hochschule für Schauspielkunst Ernst Busch in Berlin.
„Die Veranstaltung zieht nach Angaben der Organisatoren jährlich etwa 60 000 Besucher an.“ 2019 übernahm Sascha Keilholz die Festivalleitung mit neuem Team. Damit verbunden war eine komplette Neugestaltung der Corporate Identity des IFFMH, die mit dem German Brand Award ausgezeichnet wurde. Außerdem wurde eine Sektionsstruktur mit neuen, dotierten Preisen geschaffen und das „Cutting Edge Talent Camp“ zur Unterstützung junger Filmschaffender ins Leben gerufen. Das Camp wird von der MFG Filmförderung Baden-Württemberg und der Beauftragten der Bundesregierung für Kultur und Medien unterstützt. Die Talentförderung bleibt weiterhin zentrales Anliegen des Festivals.
2020 konnte das Festival trotz der Covid-19-Pandemie digital stattfinden. 2021 dann sogar vor Ort mit einer Onlineerweiterung. Erstmals wurde der Grand IFFMH Award verliehen, und zwar an Guillaume Nicloux. Der französische Regisseur und Schriftsteller war ebenso persönlich anwesend wie zwei weitere Gäste, die in Form von Hommagen geehrt wurden: Regisseur Claude Lelouch und Produzentin Bettina Brokemper. Der Neustart des IFFMH wurde von der Presse aufgenommen, z. B. von der FAZ, dem Deutschlandfunk Kultur oder dem Tagesspiegel.
Von vielen erst später berühmt gewordenen Regisseuren wurden hier schon Filme (oft auch Erstlingswerke) gezeigt, darunter François Truffaut, Wim Wenders (1969), Rainer Werner Fassbinder (1969 Uraufführung des Films Katzelmacher), Mike Leigh (1972), Patricio Guzmán, Thomas Koerfer (1973), Krzysztof Kieślowski (1974), Jim Jarmusch (1980), Lars von Trier, Atom Egoyan (1984), Bryan Singer (1993), Guillaume Nicloux (1994), Angela Schanelec, Martin Šulík (1995), Lou Ye (1996) Thomas Vinterberg, Rafi Pitts (1997), Derek Cianfrance (1998), Nicolas Winding-Refn, Luca Guadagnino (1999), Nabil Ayouch, Sarah Gavron (2000),  Christian Ole Madsen (2001), Luis Ortega (2002), Felix Van Groeningen (2004) und Ramin Bahrani (2005). Als Gäste oder Jurymitglieder waren unter anderem Fritz Lang (1964), Theodor W. Adorno, Kurt Georg Kiesinger (1965), Bernardo Bertolucci (1966), Werner Herzog (1969), Marcel Reich-Ranicki (1964), Edgar Reitz (2008) und Olivier Assayas (2015) in Mannheim.

## Bildergalerie
Die Spielstätten des Internationalen Filmfestival Mannheim-Heidelberg.

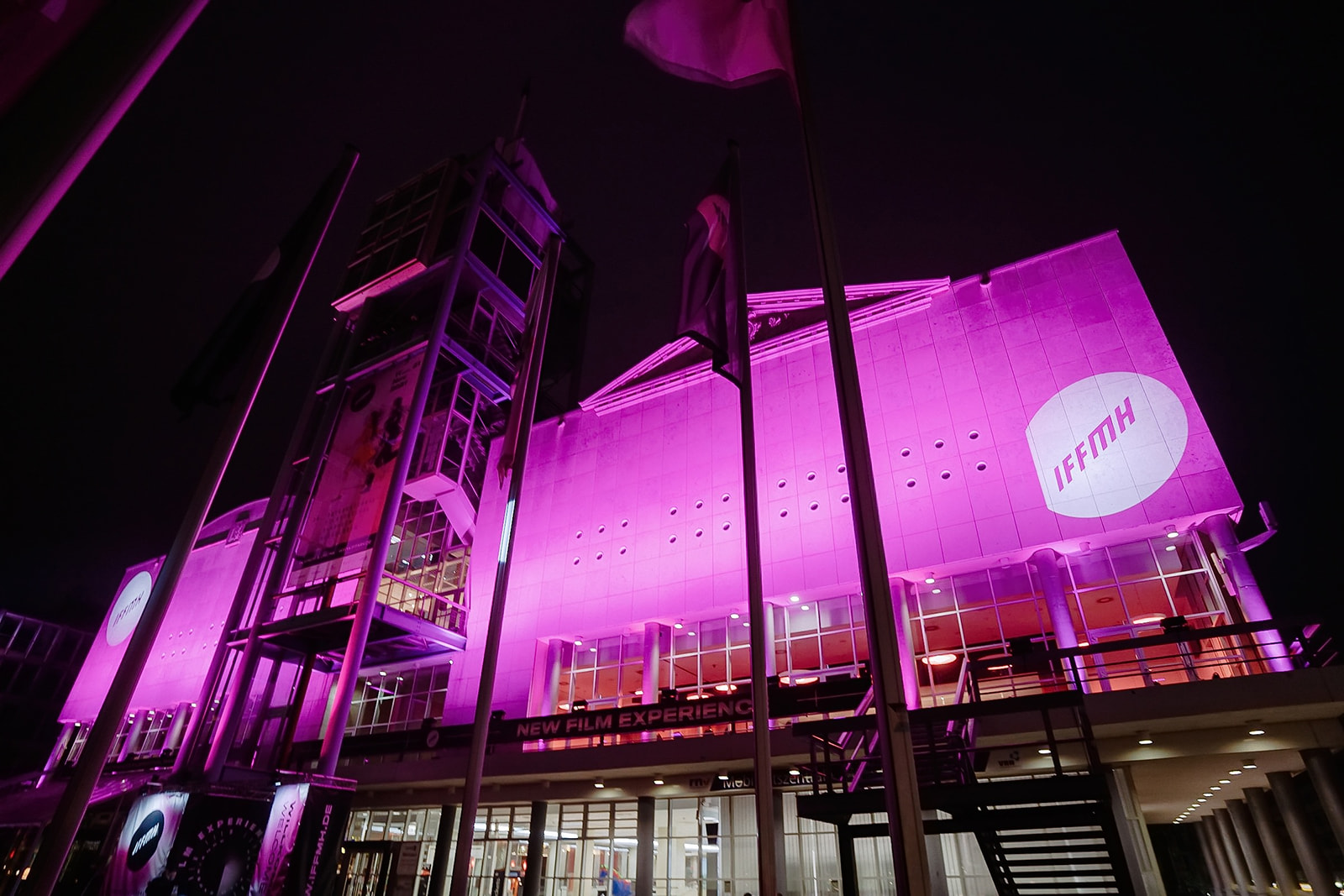
Stadthaus N1, Mannheim
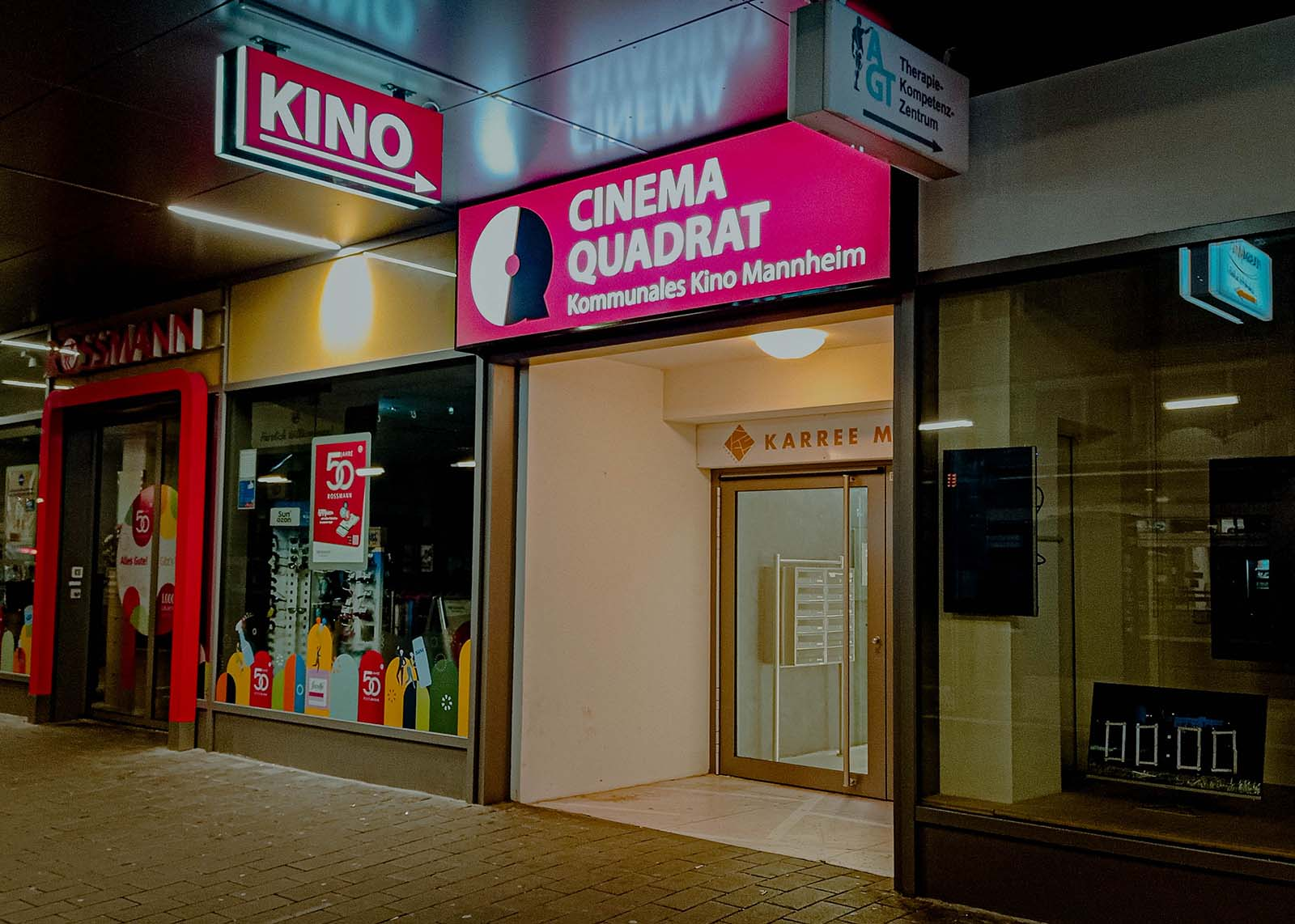
Cinema Quadrat, Mannheim
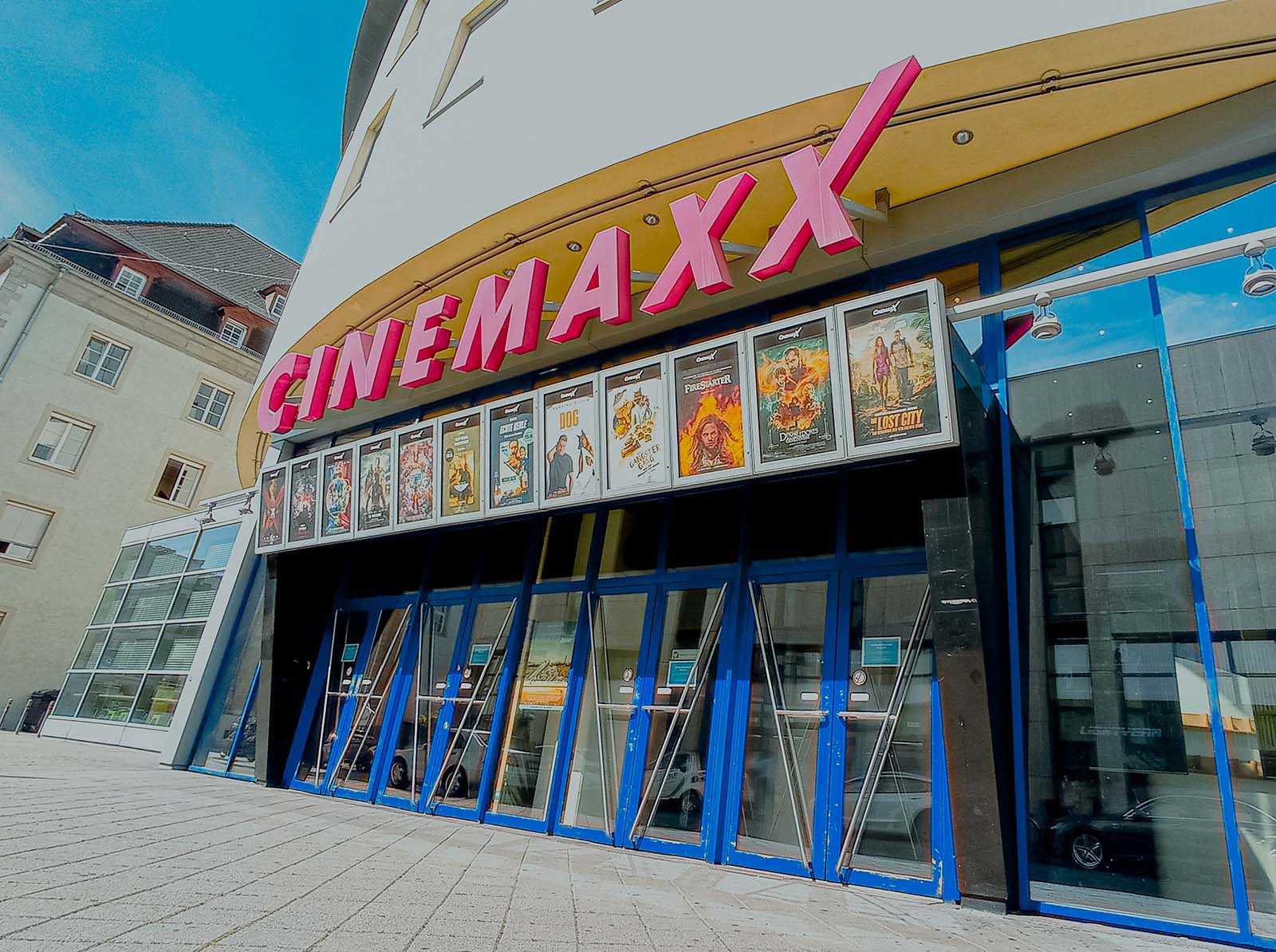
Cinemaxx, Mannheim
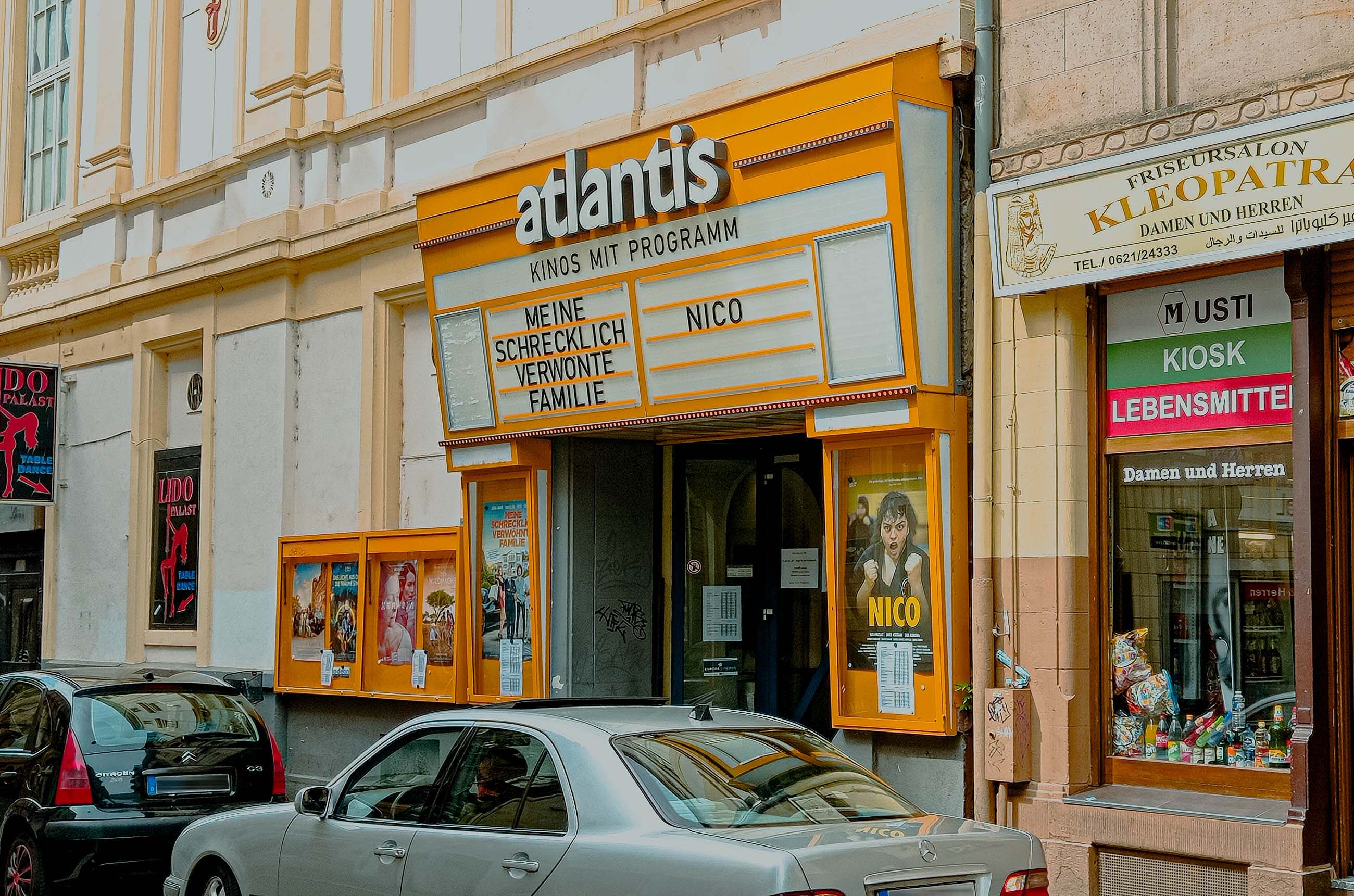
Atlantis Kino, Mannheim
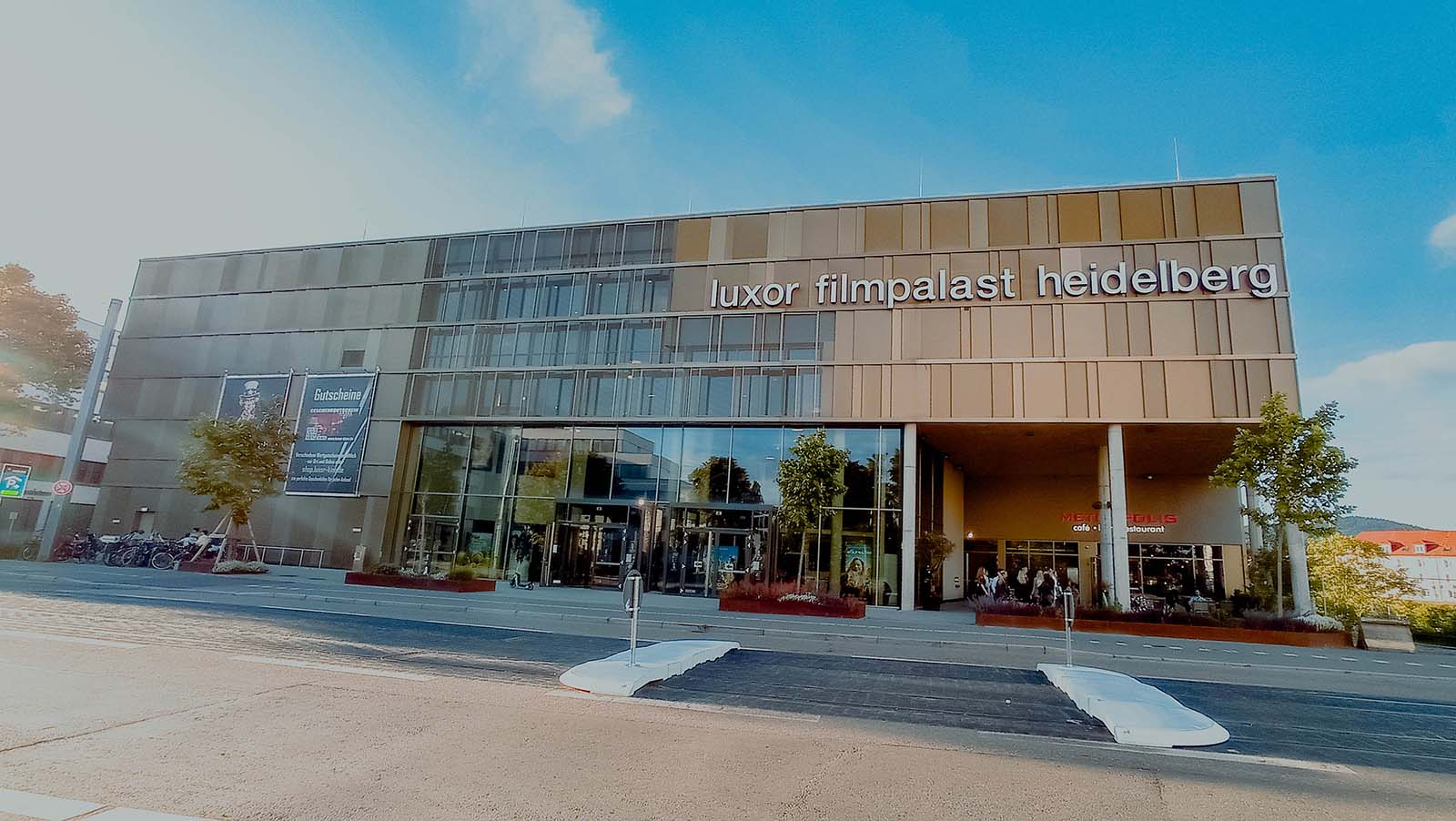
LUXOR Filmpalast, Heidelberg
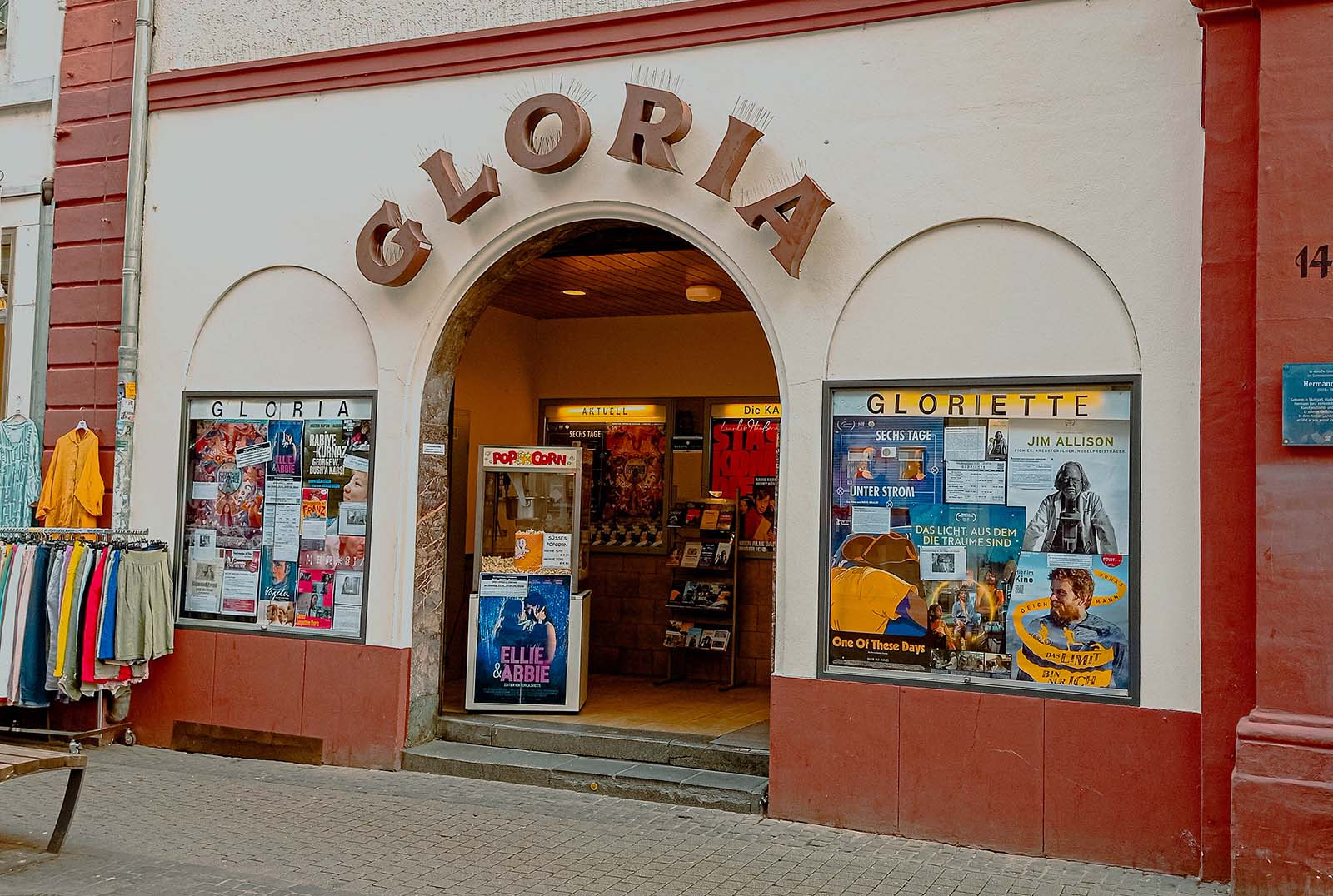
Gloria Kino, Heidelberg

## Festivalleitung
- ab 1952 Kurt Joachim Fischer
- ab 1961 Walter Talmon-Gros
- ab 1973 Fee Vaillant und Hanns Meier (ab 1987 Lutz Beutling)
- ab 1991 Michael Kötz
- Seit 2020 Sascha Keilholz[16][17]

## Sektionen
- On The Rise ist der internationale Wettbewerb des IFFMH.[18]
- Pushing The Boundaries ergänzt den Wettbewerb durch einen Blick auf die Filme von Regisseuren nach ihren Erst- und Zweitwerken.[19]
- Das Kinderfilmfest fördert den Nachwuchs und führt ein junges Publikum an den Kinofilm heran.[20]
- Facing New Challenges zeigt die aktuellen Möglichkeiten des Bewegtbildes jenseits der klassischen Kinoformate.[21]
- Retrospektive setzt auf das Entdecken der Möglichkeiten des Kinos durch einen Blick in die Vergangenheit.[22]

## Preise
Vier unabhängige internationale Jurys vergeben aktuell sechs Preise:
- Der International Newcomer Award für die beste Regiearbeit ist der Hauptpreis des IFFMH und mit 30.000 Euro dotiert, gestiftet durch die Manfred Lautenschläger-Stiftung.[2]

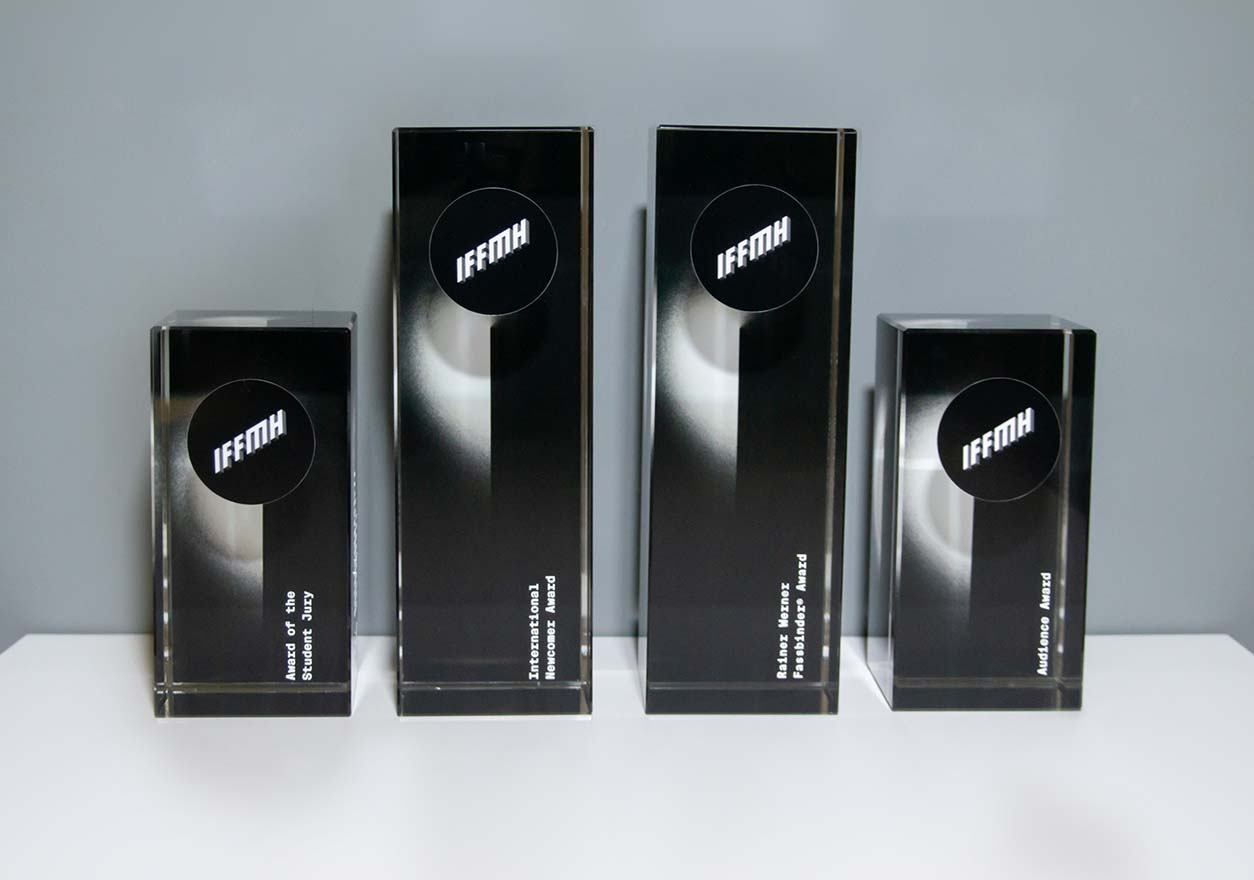
Die Awards des IFFMH

- Der Rainer Werner Fassbinder Award für das beste Drehbuch ist mit 10.000 Euro dotiert, gestiftet von der Rainer Werner Fassbinder Foundation.[23]
- Eine internationale Filmkritiker-Jury vergibt den FIPRESCI-Preis.[24]
- Mit dem Ecumenical Award zeichnet die ökumenische Jury, bestehend aus Mitgliedern der interkirchlichen Filmnetzwerke INTERFILM und SIGNIS, ein Werk im Wettbewerb aus, das hohe künstlerische Qualität aufweist, einem menschlichen Standpunkt Ausdruck verleiht und das Publikum für spirituelle, soziale und ethische Werte sensibilisiert.
- Der Award of the Student Jury ist mit 5.000 Euro dotiert.
- Der Audience Award geht an den Film, der die besten Bewertungen durch das Publikum erhält und ist mit 5.000 Euro dotiert.
- Der Grand IFFMH Award ist mit 10.000 Euro dotiert.[25]

## Preisträger

### 1958
- Mannheimer Filmdukat für Arnold Fanck aus Anlass der XII. Internationalen Filmwoche[26]

### 1969
- Filmdukaten
Schwestern der Revolution, Rosa von Praunheim, BRD[27]

### 1979
- Georgische Chronik des XIX. Jahrhunderts, Sowjetunion

### 2006
- Großer Preis von Mannheim-Heidelberg:
Vidange perdue, Geoffrey Enthoven, Belgien
- Spezialpreis in memoriam Rainer Werner Fassbinder:
Sønner – Dunkle Geheimnisse, Erik Richter Strand, Norwegen
- Spezialpreis der Jury:
Comme des Voleurs, Lionel Baier, Schweiz
Blodbönd, Arni Olafur Asgeirsson, Island
- Lobende Erwähnung der Internationalen Jury:
Bes vakit, Florent Herry, Türkei
Jesper Aholt, Dänemark, für seine Rolle in dem Film Kunsten ad graede i kor
Iraq in Fragments, James Longley, USA
- Bester Kurzfilm:
Quelquechose en O, Marc Schaus, Belgien
- Publikumspreis:
Kunsten ad graede i kor, Peter Schønau Fog, Dänemark
- FIPRESCI-Preis:
Un jour d’été, Frank Guérin, Frankreich
- Preis der Ökumenischen Jury:
Treseta, Zarkovic, Drazen, Marinkovic, Pavo, Kroatien
- Empfehlungen der Jury der Kinobetreiber:
Kunsten ad graede i kor, Peter Schønau Fog, Dänemark
Vidange perdue, Geoffrey Enthoven, Belgien
Sista Dagen, Magnus Hedberg, Schweden
- Master of Cinema:
Aleksandr Sokurov

### 2007
- Großer Preis von Mannheim-Heidelberg:
Blodsband (Mirush, Mirush und sein Vater), Marius Holst, Norwegen
- Spezialpreis in memoriam Rainer Werner Fassbinder:
Kremen (The Hard-Hearted, Mit kaltem Herzen), Alexey Mizgirev, Russland
- Spezialpreis der Jury:
Kleine Tricks (Sztuczki), Andrzej Jakimowski, Polen
- Publikumspreis:
Desierto Sur (Das Glück meiner Mutter), Shawn Garry, Chile
- FIPRESCI-Preis:
Yin Lichuan, Kanada, für den Film Gong Yuan (The Park, Das Glück im Park)
Daniél Espinosa, Dänemark, für den Film Uden for Kaerligheden (Outside Love, Die Muslimin und der Jude)
- Preis der Ökumenischen Jury:
Daniel Espinosa, Dänemark, für den Film Uden for Kaerligheden (Outside Love, Die Muslimin und der Jude)

### 2008
Die Jury unter Vorsitz von Edgar Reitz kürte folgende Preisträger:
- Großer Preis von Mannheim-Heidelberg:
Im Regen des Südens (Lluvia), Paula Hernández, Argentinien
- Spezialpreis in memoriam Rainer Werner Fassbinder:
Un Roman Policier (A Police Romance), Stéphanie Duvivier, Frankreich
- Spezialpreis der Jury:
Másik Bolygó (Another Planet), Ferenc Moldoványi, Ungarn
- Lobende Erwähnung der Internationalen Jury:
Isabelle Blais, Kanada, für ihre herausragende Leistung im Film Borderline – Kikis Story (Borderline)
Lee Chi Yuan, Taiwan, für den Film Luan Qing Chun (Beautiful Crazy)
K. M. Madhusudhanan, Indien, für den Film Bioscope
- Publikumspreis:
Amanecer de un sueño (Awaking From a Dream), Freddy Mas Franqueza, Spanien
- FIPRESCI-Preis:
Lyne Charlebois, Kanada, für den Film Borderline – Kikis Story (Borderline)
- Preis der Ökumenischen Jury:
Lyne Charlebois, Kanada, für den Film Borderline – Kikis Story (Borderline)
- Empfehlungen der Jury der Kinobetreiber:
14 Kilometer – Auf der Suche nach dem Glück (14 kilometros), Gerardo Olivares, Spanien,
Borderline – Kikis Story (Borderline), Lyne Charlebois, Kanada
Les murs porteurs (Cycles), Cyril Gelblat, Frankreich

### 2009
- Großer Preis von Mannheim-Heidelberg:
Postia pappi Jaakobille (Letters to Father Jakob), Klaus Härö, Finnland
- Spezialpreis in memoriam Rainer Werner Fassbinder:
Miss Kicki, Håkon Liu, Schweden
- Spezialpreis der Jury:
Demsala Dawî:Sewaxan (The Last Season: Shawaks), Kazim Öz, Türkei
Untitled, Jonathan Parker, USA
- Lobende Erwähnung der Internationalen Jury:
Séverine Cornamusaz, Schweiz, für den Film Cœur Animal
- Publikumspreis:
Nurse.Fighter.Boy, Charles Officer, Kanada
- FIPRESCI-Preis:
Séverine Cornamusaz, Schweiz, für den Film Cœur Animal
- Preis der Ökumenischen Jury:
Séverine Cornamusaz, Schweiz, für den Film Cœur Animal
- Empfehlungen der Jury der Kinobetreiber:
Retorno A Hansala (Return to Hansala), Chuz Gutierrez, Spanien
Untitled, Jonathan Parker, USA
Nurse.Fighter.Boy, Charles Officer, Kanada
- Master of Cinema:
Atom Egoyan

### 2010
- Großer Preis von Mannheim-Heidelberg:
10 1/2, Daniel Grou, Kanada
- Spezialpreis in memoriam Rainer Werner Fassbinder:
Xun Huan Zuo Le (The High Life), Zhao Dayong, China
- Spezialpreis der internationalen Jury:
Siyah Beyaz (Black and White), Ahmet Boyacıoğlu, Türkei
- Lobende Erwähnung der Internationalen Jury:
Act of Dishonour, Nelofer Pazira, Kanada
Alicia Vikander in dem Film Die innere Schönheit des Universums (Till det som är vackert), Lisa Langseth, Schweden
- Publikumspreis:
Eva y Lola (Eva and Lola), Sabrina Farji, Argentinien
Hold Om Mig (Hold me tight), Kaspar Munk, Dänemark
- FIPRESCI-Preis:
Xun Huan Zuo Le (The High Life), Zhao Dayong, China
- Preis der Ökumenischen Jury:
Hold Om Mig (Hold me tight), Kaspar Munk, Dänemark
- Empfehlungen der Jury der Kinobetreiber:
Die innere Schönheit des Universums (Till det som är vackert), Lisa Langseth, Schweden
Win/Win, Jaap van Heusden, Niederlande
Planes Para Manana (Plans for tomorrow), Juana Macías, Spanien

### 2011
- Großer Preis von Mannheim-Heidelberg:
Parked – Gestrandet (Parked), Darragh Byrne, Irland
- Spezialpreis in memoriam Rainer Werner Fassbinder:
Chinese zum Mitnehmen (Un cuento chino), Sebastián Borensztein, Argentinien
- Spezialpreis der Internationalen Jury:
Le vendeur (The Salesman), Sébastien Pilote, Kanada
- Lobende Erwähnung der Internationalen Jury:
Laurent Capelluto, Schauspieler in: Fils unique (My Only Son) von Miel van Hoogenbemt, Belgien
Piotr Niemyjski, Kameramann, für: Lęk wysokości (Fear of Falling) von Bartosz Konopka, Polen
Babak Shirinsefat, Regisseur, Rah raftan rouye rail (Walking on the Rail), Iran
- Publikumspreis:
Chinese zum Mitnehmen (Un cuento chino), Sebastián Borensztein, Argentinien
- FIPRESCI-Preis:
Le vendeur (The Salesman), Sébastien Pilote, Kanada
- Preis der Ökumenischen Jury:
Bein hashmashot (Dusk), Alon Zingman, Israel
- Empfehlungen der Jury der Kinobetreiber:
Bein hashmashot (Dusk), Alon Zingman, Israel
Sie weint nicht, sie singt (Elle ne pleure pas, elle chante), Philippe de Pierpont, Belgien
Un Amor – Eine Liebe fürs Leben (Un amor), Paula Hernández, Argentinien
- Master of Cinema:
Andreas Dresen

### 2012
- Newcomer of the Year – Hauptpreis von Mannheim-Heidelberg:
Soote Payan (Final Whistle), Niki Karimi, Iran
- Spezialpreis in memoriam Rainer Werner Fassbinder:
Lycka Till Och ta Hand om Varandra (Good Luck. And Take Care of Each Other), Jens Sjögren, Schweden
- Spezialpreis der Internationalen Jury:
Tiempos Menos Modernos (Not So Modern Times), Simón Franco, Argentinien
- Lobende Erwähnung der Internationalen Jury:
When Yesterday Comes, Hsiu-Chiung Chiang, Singing Chen, Wi-Ding Ho, Ko-Shang Shen, Taiwan
- Publikumspreis:
Now, Forager. A Film About Love and Fungi, Jason Cortlund, Julia Halperin, Vereinigte Staaten, Polen
- FIPRESCI-Preis:
Seenelkäik (Mushrooming), Toomas Hussar, Estland
- Preis der Ökumenischen Jury:
Le Sac de Farine (The Bag of Flour), Kadija Leclere, Belgien, Marokko
- Lobende Erwähnung der Ökumenischen Jury:
W Sypialni (In a Bedroom), Tomasz Wasilewski, Polen
- Empfehlungen der Kinobetreiber:
La Niña (The Girl), David Riker, Vereinigte Staaten, Vereinigtes Königreich, Mexiko
Now, Forager. A Film About Love and Fungi, Jason Cortlund, Julia Halperin, Vereinigte Staaten, Polen
Silent City, Threes Anna, Niederlande, Luxemburg, Belgien

### 2013
- Newcomer of the Year – Hauptpreis von Mannheim-Heidelberg:
Melaza (Molasses), Carlos Lechuga, Kuba, Frankreich, Panama
- Spezialpreis von Mannheim-Heidelberg:
Tangerines (Mandariinid), Sasa Uruschadse, Estland, Georgien
- Spezialpreis der Internationalen Jury:
Ghaedeye Tasadof (Bending the Rules), Behnam Behzadi, Iran
Før Snøen Faller (Before Snowfall), Hisham Zaman, Norwegen, Deutschland, Irak
- Lobende Erwähnung der Internationalen Jury:
De Nieuwe Wereld (The New World), Jaap van Heusden, Niederlande
- Publikumspreis:
Tangerines (Mandariinid), Sasa Uruschadse, Estland, Georgien
- FIPRESCI-Preis:
Drift, Benny Vandendriessche, Belgien
- Preis der Ökumenischen Jury:
Hemma (Home), Maxmilian Hult, Schweden, Island
- Empfehlungen der Kinobetreiber:
Razredni sovražnik (Class Enemy), Rok Biček, Slowenien
Tangerines (Mandariinid), Sasa Uruschadse, Estland, Georgien
Cyanure (Cyanide), Séverine Cornamusaz, Schweiz, Kanada
- New Master of Cinema:
Frédéric Fonteyne

### 2014

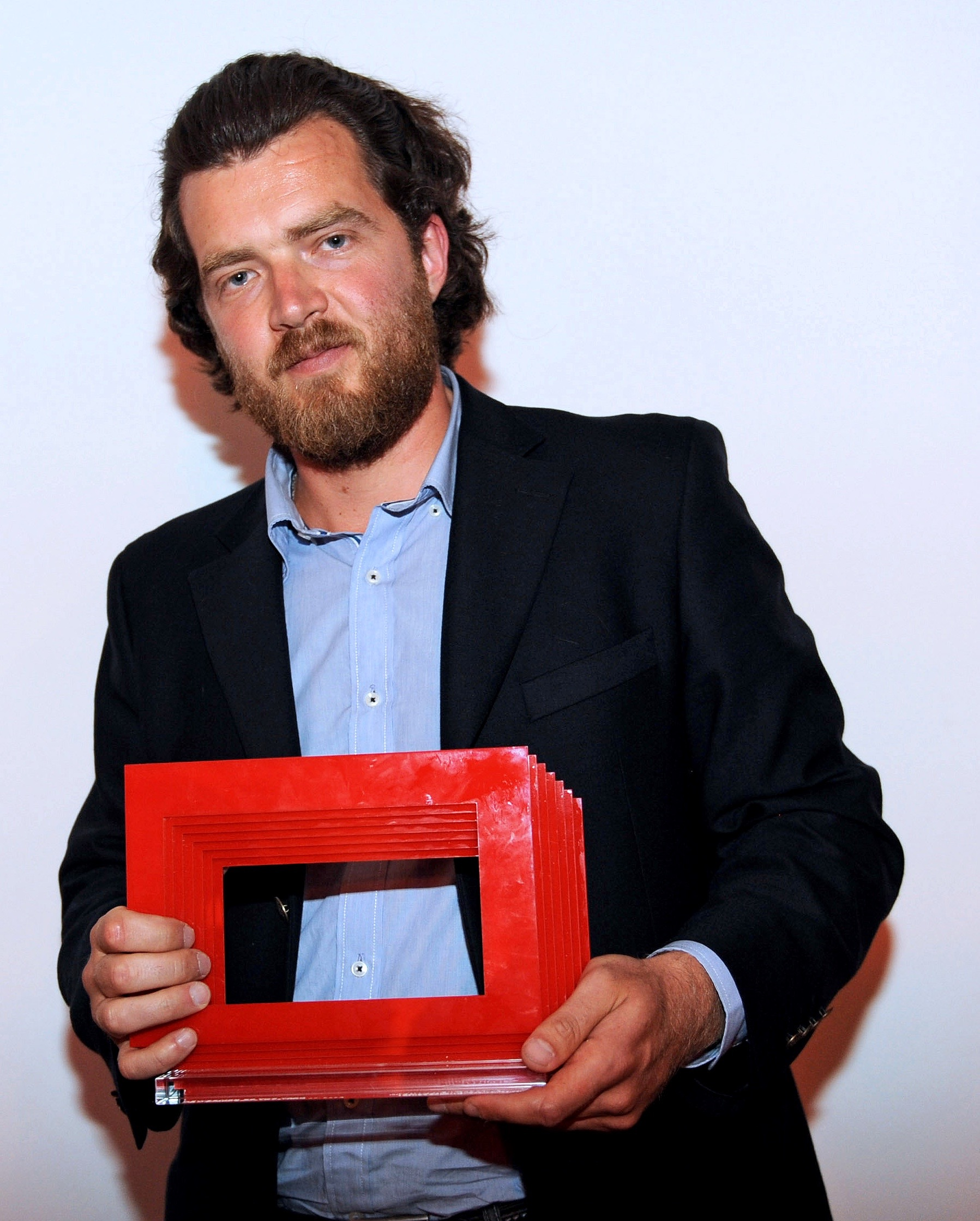
Dimitry Rudakov, Gewinner des Hauptpreises „Newcomer of the Year“ des 63. Internationalen Filmfestivals Mannheim-Heidelberg

- Newcomer of the Year – Hauptpreis von Mannheim-Heidelberg:
23 Segundos (23 Seconds), Dimitry Rudakov, Uruguay
- Spezialpreis von Mannheim-Heidelberg:
Nabat, Elchin Musaoglu, Aserbaidschan
- Spezialpreis der Internationalen Jury:
A Despedida (Farewell), Marcelo Galvao, Brasilien
- Publikumspreis:
Ghadi, Amin Dora, Libanon
- FIPRESCI-Preis:
Nabat, Elchin Musaoglu, Aserbaidschan
- Preis der Ökumenischen Jury:
Nabat, Elchin Musaoglu, Aserbaidschan
- Empfehlungen der Kinobetreiber:
Patrick’s Day, Terry McMahon, Irland
In the Corsswind, Martti Helde, Estland
- New Master of Cinema:
Geoffrey Enthoven

### 2015

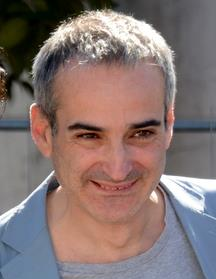
Olivier Assayas, Gewinner des Preises „Master of Cinema“ des 64. Internationalen Filmfestivals Mannheim-Heidelberg

- Grand Newcomer Award – Hauptpreis von Mannheim-Heidelberg
The Thin Yellow Line, Celso R. Garcia, Mexiko
- Special Newcomer Award Mannheim-Heidelberg
12 Months in 1 Day, Margot Schaap, Niederlande
- Special Achievement Award Mannheim-Heidelberg
an die Regisseurin Rebecca Cremona, Simshar, Malta
- Lobende Erwähnungen
an Salvador del Solar für das Drehbuch von Magallanes, Peru, Argentinien, Kolumbien, Spanien
an Magnus Nordenhof Jønck für die Kinematographie in Bridgend, Großbritannien, Dänemark
- Publikumspreis (Internationaler Wettbewerb Newcomer-Filme):
Jeremy von Anwar Safa, Mexiko
- FIPRESCI-Preis:
12 Months in 1 Day Margot Schaap, Niederlande
- Preis der Ökumenischen Jury:
Walking Distance von Alejandro Guzmán Álvarez, Mexiko
- Empfehlungen der Kinobetreiber
Home Care, Slavek Horak, Tschechien
Paradise Trips, Raf Reyntjens, Belgien
Jeremy, Anwar Safa, Mexiko
- New Creators Award Mannheim-Heidelberg
Occupied – Die Besatzung von Karianne Lund und Erik Skjoldbjærg, Norwegen
- Publikumspreis (Internationaler Wettbewerb Serien)
Familie Braun von Manuel Meimberg und Uwe Urbas
- Master of Cinema:
Olivier Assayas

### 2016
- Grand Newcomer Award – Hauptpreis von Mannheim-Heidelberg
Reseba – The Dark Wind, Hussain Hassan Ali, Irak, Deutschland
- Special Newcomer Award Mannheim-Heidelberg
Wedding Dance – Kasap Havasi, Cigdem Sezgin, Türkei
- Special Achievement Award Mannheim-Heidelberg
an die Schauspielerin Rimma Zyubina, The Nest Of The Turtledove von Taras Tkachenko, Ukraine
an den Schauspieler Majid Potki, Another Time von Nahid Hassanzadeh, Iran
- Lobende Erwähnungen
Train Driver's Diary von Milos Radovic, Serbien
- FIPRESCI-Preis (Preis der Internationalen Filmkritiker):
To Keep The Light von Erica Fae, USA
- Preis der Ökumenischen Jury:
The Nest Of The Turtledove von Taras Tkachenko, Ukraine
- Lobende Erwähnung der Ökumenischen Jury:
Train Driver's Diary von Milos Radovic, Serbien
- Empfehlungen der Kinobetreiber
Calico Skies von Valerio Esposito, USA
Moon Dogs von Philip John, Irland
Train Driver's Diary von Milos Radovic, Serbien
- Publikumspreis Mannheim-Heidelberg
Train Driver's Diary von Milos Radovic, Serbien
Moon Dogs von Philip John, Irland

### 2017
- Grand Newcomer Award – Hauptpreis von Mannheim-Heidelberg[28]
See you in Texas, Vito Palmieri, Italien
- Special Newcomer Award Mannheim-Heidelberg
Wailings in the Forest, Bagane Fiola, Philippinen
- Special Achievement Award Mannheim-Heidelberg
Sabit Kurmanbekov für Returnee, Kasachstan
- Lobende Erwähnungen
Alejandro Andújar für The Watchman, Dominikanische Republik, Puerto Rico, Brasilien
Shady Srour für das Drehbuch zu Holy Air, Israel
Cezmi Baskin für Murtaza, Türkei
- FIPRESCI-Preis (Preis der Internationalen Filmkritiker):
Zer von Kazim Öz, Türkei, Deutschland
- Preis der Ökumenischen Jury:
Life Beyond Me, Olivier Peyon, Frankreich, Uruguay
- Special Mention:
Returnee, Sabit Kurmabekov, Kasachstan
- Empfehlungen der Kinobetreiber
Holy Air von Shady Srour, Israel
Origami von Patrick Demers, Kanada
While We Live von Mehdi Avaz, Dänemark
- Publikumspreis Mannheim-Heidelberg
Life Beyond Me von Olivier Peyon, Frankreich, Uruguay
Zer von Kazim Öz, Türkei, Deutschland

- Master of Cinema:
István Szabó

### 2018
- Grand Newcomer Award – Hauptpreis von Mannheim-Heidelberg[29]
Orange Days von Arash Lahooti, Iran
- Talent Award Mannheim-Heidelberg
The Fireflies Are Gone von Sébastien Pilote, Kanada
- Special Jury Award Mannheim-Heidelberg
Christian Malheiros in Socrates, Brasilien
- Special Mention:
Vivian Wu in Dead Pigs, China
- FIPRESCI-Preis (Preis der Internationalen Filmkritiker)
Orange Days von Arash Lahooti, Iran
- Preis der Ökumenischen Jury:
Orange Days von Arash Lahooti, Iran
- Empfehlungen der Kinobetreiber
The Fireflies Are Gone von Sébastien Pilote, Kanada
Tazzeka von Jean-Philippe Gaud, Frankreich/Marokko
Orange Days von Arash Lahooti, Iran
- Publikumspreis Mannheim-Heidelberg
Tazzeka von Jean-Philippe Gaud, Frankreich/Marokko

### 2019
- Grand Newcomer Award – Hauptpreis von Mannheim-Heidelberg[30]
The Grizzlies von Miranda de Pencier, Kanada
On The Roof von Jiří Mádl, Tschechien
- Talent Award Mannheim-Heidelberg und Preis der Filmkritik
Under The Turquoise Sky von Kentaro, Japan/Mongolei
- Special Jury Award Mannheim-Heidelberg
End of Sentence von Elfar Adalsteins

### 2020
- International Newcomer Award - Beste Regie: My Mexican Bretzel von Nuria Giménez Lorang, Spanien[31]
- Rainer Werner Fassbinder Award - Bestes Drehbuch: Single Cycle (YÈ YǏ JÌ YÈ) von Zhang Qi, Volksrepublik China
- Lobende Erwähnung der internationalen Jury: Beginning von Dea Kulumbegashvili, Georgien, Frankreich; Come Closer von Saskia und Ralf Walker, Deutschland
- Lobende Erwähnung der ökumenischen Jury: The Slaughterhouse von Abbas Amini, Iran
- Lobende Erwähnung der jungen Jury: Shithouse von Cooper Raiff, USA
- FIPRESCI Award: My Mexican Bretzel von Nuria Giménez Lorang, Spanien
- Ecumenical Award: Una Promessa (Spaccapietre) von Gianluca & Massimiliano De Serio, Italien, Frankreich, Belgien
- Award of the Student Jury: Lorelei von Sabrina Doyle, USA
- Audience Award: Lorelei von Sabrina Doyle, USA

### 2021
- International Newcomer Award - Beste Regie: Il Buco – Ein Höhlengleichnis von Michelangelo Frammartino[32], Italien, Frankreich, Deutschland
- Rainer Werner Fassbinder Award - Bestes Drehbuch: Zero Fucks Given – Lebe den Tag, liebe das Leben (Rien à foutre) von Julie Lecoustre und Emmanuel Marre, Frankreich, Belgien
- Lobende Erwähnung der internationalen Jury für das Drehbuch: Haruhara-san’s Recorder von Kyoshi Sugita, Japan
- FIPRESCI Award: The Sleeping Negro von Skinner Myers, USA
- Ecumenical Award: My Night von Antoinette Boulat, Frankreich, Belgien
- Award of the Student Jury und Audience Award: The First Fallen von Rodrigo de Oliveira, Brasilien

### 2024
- Grand IFFMH Award: Lynne Ramsay
- Hommage: Agnieszka Holland[33]
- International Newcomer Award: Marianna Brennand für Manas[34]
- Rainer Werner Fassbinder Award für das beste Drehbuch: Familiar Touch
- Young Actors Award: Laura Weissmahr für Salve María
- Publikumspreis: Across The Sea